# Gerrit Wolsink
Gerrit Wolsink (Hengelo (Gld), 3 maart 1947) is een voormalig Nederlands motorcross-racer die in de tweede helft van de zeventiger jaren met enig succes deelnam aan Grand Prix-races. Een van zijn voornaamste wapenfeiten is het vijf keer winnen van de GP van
de Verenigde Staten in Carlsbad, tussen 1974 en 1979. Alleen in 1978 moest hij de overwinning overlaten aan zijn grote rivaal Heikki Mikkola.
Hoewel hij een opleiding tot tandarts had voltooid, koos Gerrit Wolsink voor een carrière in de motorcross. Aanvankelijk deed hij dit als privérijder op een Maico-machine. In 1974 werd hem een plaats aangeboden in het Suzuki-fabrieksteam als teamgenoot van de Belg Roger De Coster, tevens zijn grote rivaal.
Hij eindigde op een derde plaats in het wereldkampioenschap 500cc van 1975 en 1977 en als tweede in 1976 en 1979.
Voor het seizoen 1974 werd hem door de KNMV de Hans de Beaufort-beker uitgereikt. Na zijn actieve sportcarrière werd hij alsnog tandarts en daarnaast vervulde hij verschillende functies in de sportwereld.

## Varia
Bij de opnamen van de motorcross-scenes voor Spetters (1980) was Wolsink stand-in voor Rutger Hauer.
Bennie Jolink, de leadzanger van de Nederlandse band Normaal, heeft in een interview voor een aflevering van Andere Tijden Sport over Wolsink verteld dat hij in het nummer Oerend hard oorspronkelijk Gertman op z'n Norton zong, als een ode aan Wolsink. Hij liet zich echter door een producer overhalen om de naam Bertus te gebruiken in plaats van Gertman.